# Смирительный дом
Смирительный дом — одна из форм лишения свободы в русском праве, установленная Петром Великим; в 1884 году заменён тюрьмой.

## История
В регламенте главному магистрату (1721) Пётр I определил учредить смирительные дома для «содержания в постоянной работе людей непотребного и невоздержного жития».
В 1775 году было повторено предписание об учреждении смирительных домов в ведомстве приказов общественного призрения. Но исполнение этих предписаний шло туго. К тому же указом 13 сентября 1797 года было предписано, ввиду потребности в рабочих руках для правительственных сооружений, отправлять осуждённых к заключению в рабочие и смирительные дома «к крепостным строениям, отколь куда способен», то есть само существование смирительных домов как бы упразднялось.
Составители уложения о наказаниях 1845 г., стремясь к трудноосуществимому на практике согласованию характера наказания не только с тяжестью, но и с характером преступного деяния, также ввели в свою карательную систему смирительные дома, как наказание для лиц всех сословий, поставленное между высшими исправительными (ссылка, арест, роты, рабочий дом) и тюрьмой.
По уложению издания 1866 года, две высшие степени заключения в смирительном доме (от 8 месяцев до 2 лет) сопровождались потерей некоторых особенных прав и преимуществ; две низшие (от 2 до 8 месяцев) не сопровождались праволишениями. В случае неимения смирительных домов, наказание подлежало замене: для изъятых от телесных наказаний — заключением в тюрьмы на те же сроки, а для неизъятых — наказанию розгами от 40 до 80 ударов. В особенной части смирительный дом назначался, например, за нарушение обязанностей детей относительно родителей, за нанесение телесных повреждений и т. п.
Заключенные в смирительных домах делились на испытуемых и исправляющихся; обе категории имели право на получение, при освобождении, 1/3 своего заработка; арестантам второй категории предоставлялась часть заработанных денег тратить на себя и во время заключения. Законом 29 июня 1884 года заключение в смирительных домах было отменено; взамен двух высших степеней положено заключение в тюрьме на те же сроки и с теми же праволишениями.